# Parafia św. Stanisława Biskupa i Męczennika w Szczecinie
Parafia pw. św. Stanisława Biskupa i Męczennika w Szczecinie – rzymskokatolicka parafia należąca do dekanatu Szczecin-Słoneczne, archidiecezji szczecińsko-kamieńskiej, metropolii szczecińsko-kamieńskiej. Erygowana 8 marca 1981 dekretem przez ks. bp. Kazimierza Majdańskiego.
Proboszczem jest ks. dziekan kanonik mgr Józef Filipek (mianowany kanonikiem honorowym szczecińskiej Kapituły Katedralnej dn. 8 września 2008)

## Obszar parafii
Na terenie parafii znajdują się ośrodki oświatowe: przedszkole, dwie szkoły podstawowe i gimnazjum.

### Miejscowości i ulice
W granicach parafii znajdują się szczecińskie osiedla:
- osiedle Nad Rudzianką
- osiedle Bukowe (znaczną część osiedla)

oraz ulice: 
- Chłopska,
- Dąbska,
- Handlowa,
- Pszenna,
- Świętochowskiego.

## Ważniejsze daty z historii kościoła i parafii
- XIV w. – budowa kościoła z kamienia polnego przez cystersów z Kołbacza
- poł. XVI w.-1945 r. – II wojna światowa kończy na tych ziemiach długie czterysta lat protestantyzmu (kościół pozostanie w trwałej ruinie do 1976 r.)
- 1945-51 – Klęskowo należało do parafii Szczecin-Dąbie
- 1951 r. – powstaje nowa parafia Szczecin-Zdroje i od tej chwili mieszkańcy Klęskowa przynależą do niej. W Klęskowie utworzono punkt katechetyczny.
- l. 70. – ordynariusz ks. bp Jerzy Stroba nakazuje odbudowę kościoła. Obok powstaje barak, w którego jednej części nauczano religii, a w drugiej zamieszkał ksiądz.
- 1976-78 – odbudowa wiejskiego gotyckiego kościoła
- 24 grudnia 1978 – w nowo odbudowanym kościele, ks. Szyngala odprawia pierwszą mszę św. (Pasterka)
- 25 stycznia 1979 – w roku 900-lecia śmierci św. Stanisława, ks. bp Jan Gałecki poświęca kościół
- 8 marca 1981 – ks. bp Kazimierz Majdański ustanawia nową parafię Szczecin-Klęskowo (pw. św. Stanisława Biskupa i Męczennika)
- 1984-90 – budowa domu parafialnego
- 1984 – ks. bp Stanisław Stefanek dokonuje pierwszej wizytacji parafii
- 1996-2002 – budowa nowej części kościoła
- 1998 – z części parafii wydzielono nową parafię, pw. Chrystusa Dobrego Pasterza, której proboszczem zostaje ks. Andrzej Pastuszak
- 8 września 2003 – w roku 750-lecia kanonizacji św. Stanisława (Asyż, 1253 r.), ks. abp Zygmunt Kamiński uroczyście wprowadził do kościoła relikwie św. Stanisława BM

## Duszpasterze

### Proboszczowie
- 1981–85 – ks. Tadeusz Jóźwiak Tchr.
- 1985–91 – ks. Józef Dudziak Tchr.
- 1991–95 – ks. Andrzej Galant TChr.
- 1995–98 – ks. Andrzej Pastuszak
- 1998[2]– do dziś – ks. Józef Filipek